# Dian Schefold

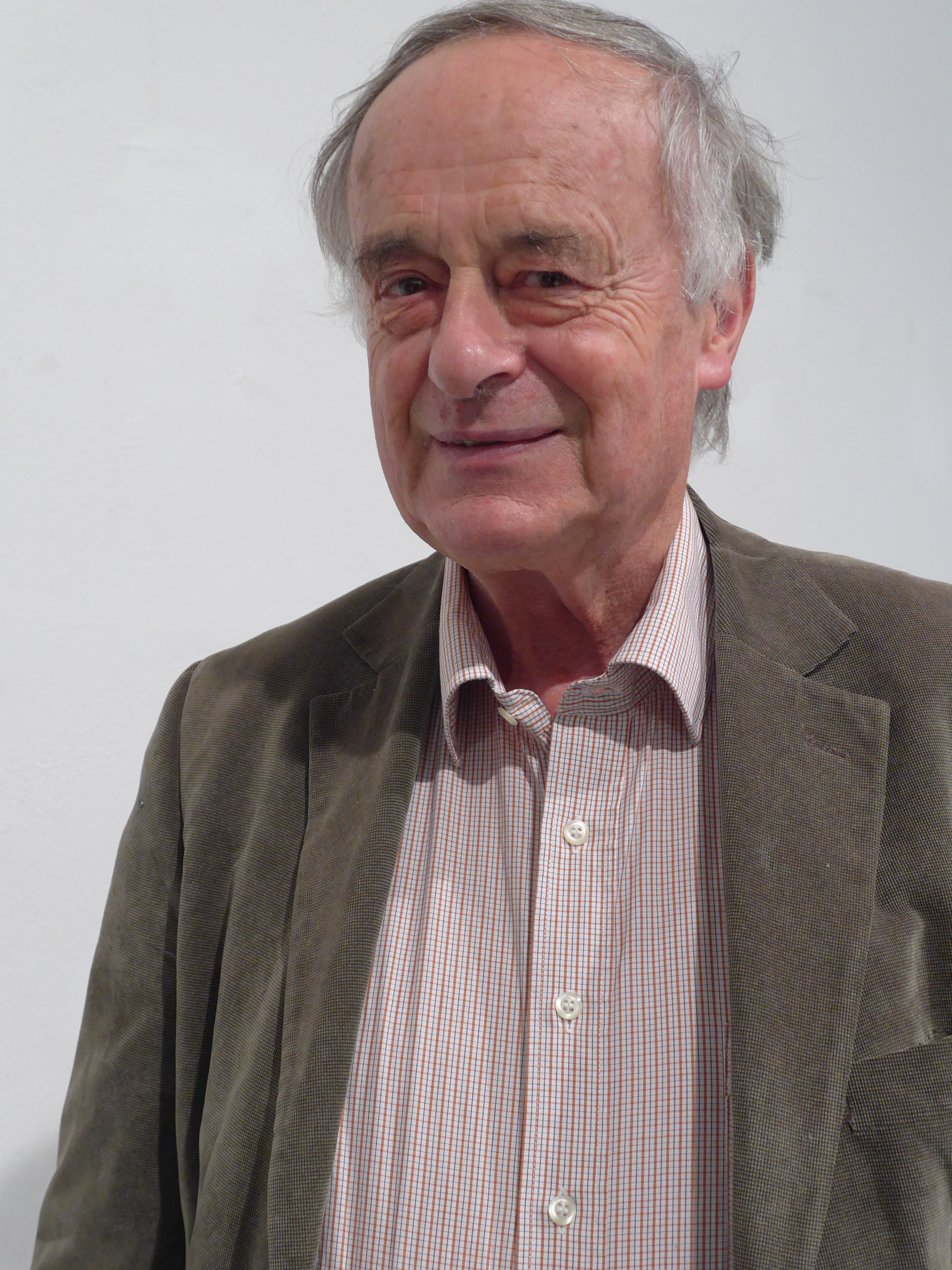
Dian Schefold (2014)

Dian Schefold (* 6. März 1936 in München) ist ein Schweizer Jurist und emeritierter Professor für Rechtswissenschaft der Universität Bremen.

## Leben
Dian Schefold wurde als Sohn des Archäologen Karl Schefold geboren.
Er studierte in Basel, Berlin und Rom und wurde bei Max Imboden in Basel promoviert. Schefold habilitierte sich an der Freien Universität Berlin und lehrte hier von 1970 bis 1980. 1980 erfolgte der Ruf an die Universität in Bremen, wo er bis zur Emeritierung 2001 am Fachbereich 6 (Rechtswissenschaft) lehrte. Er betreute in Bremen unter anderem die Dissertation des späteren Bremer Bürgermeisters Andreas Bovenschulte. Er hatte Gastprofessuren an italienischen Universitäten, u. a. in Rom, und zusätzlich in Paris inne.
Er befasste sich mit Kommunalrecht, Selbstverwaltung, Föderalismus und Parteienrecht, sowie mit italienisch-deutscher Rechtsvergleichung im Verfassungsrecht und der neueren Geschichte der Staatstheorien.

## Schriften
- Volkssouveränität und repräsentative Demokratie in der schweizerischen Regeneration 1830–1848. Basel 1966 (Dissertation)
- Zum deutschen Verwaltungsrechtsschutz. Basel 1969.
- Zweifel des erkennenden Gerichts. Berlin 1971.
- Kommunalwirtschaftliche Inkompatibilität. Stuttgart 1977.
- mit Carsten Colpe u. a.: Modellversuch Forschungsplanung. Berlin 1978.
- mit Dimitris Th. Tsatsos, Hans-Peter Schneider (Hrsg.): Parteienrecht im europäischen Vergleich. Baden-Baden 1990.
- mit Dimitris Th. Tsatsos (Hrsg.): Parteienfinanzierung im europäischen Vergleich. Baden-Baden 1992.
- mit Dietrich Fürst, Bernhard Müller: Weiterentwicklung der Gemeinsamen Landesplanung Bremen/Niedersachsen. Baden-Baden 1994.
- Entwicklungstendenzen der Kommunalverfassungen in Deutschland. Basel 1996.
- Einleitung zu: Hugo Preuß, Gesammelte Schriften. Bd. 2. Tübingen 2009.
- Bewahrung der Demokratie. Ausgewählte Aufsätze. Berlin 2012.
- Contributi comparatistici in fase di crisi finanziaria. Bremen 2013.
- Einleitung zu: Costituzione di Francoforte (1849). Macerata 2018.